# Marie-Élisabeth Turgeon
Blahoslavená Marie-Élisabeth Turgeon (7. února 1840, Beaumont – 17. srpna 1881, Rimouski) byla kanadská řeholnice a zakladatelka kongregace Sester Panny Marie Svatého růžence. Katolická církev jí uctívá jako blahoslavenou.

## Život
Narodila se 7. února 1840 v Beaumontu jako jedna z devíti dětí Louise-Marc Turgeona a Angèle Labrecque. Jako dítě často navštěvovala kostel a čím byla starší cítila větší volání k řeholnímu životu. Její otec zemřel když jí bylo 15 let. Roku 1862 dokončila Laval Normal School v Québecu a roku 1862 vyučovala na několika školách např. v Saint-Romuald a Saint-Roch.
Dne 3. dubna 1875 na pozvání Jeana Langevina prvního biskupa Rimouski vstoupila k Sestrám malých škol. Dne 12. září 1879 složila s dalšími 12 sestrami své řeholní sliby.
Dne 12. září 1879 založila kongregaci Sester Panny Marie Svatého růžence a stala se její první představenou. Tato kongregace byla zaměřena na výuku na školách.
Poté onemocněla, ale ve své funkci zůstala. Dne 15. srpna 1881 se na svátek Nanebevzetí Panny Marie setkala se svými řeholnicemi. Zemřela 17. srpna 1881 ve 12:20 zaopatřená svátostmi.

## Proces blahořečení
Proces blahořečení byl započat 9. prosince 1991 v diecézi Rimouski.
Dne 9. října 2013 papež František uznal její hrdinské ctnosti a tím získala titul ctihodná.
Dne 17. září 2014 byl uznán zázrak na její přímluvu. Blahořečena byla 26. dubna 2015.